# 赵抃祠
28°57′56″N 118°52′07″E / 28.96556°N 118.86861°E
赵抃祠位于中国浙江省衢州市柯城区府山街道钟楼底街14号，是祀奉宋代名臣赵抃的祠堂，2011年被列为浙江省文物保护单位。
趙抃（1008年－1084年），字閱道（一作悅道），號知非子，衢州西安（今衢州市）人。北宋景祐元年（1034年）進士，除武安軍節度推官。通判泗州。至和元年（1054年），召爲殿中侍御史，弹劾不避权势，时称“铁面御史”。熙寧三年（1070年）知杭州，十二月詔令知青州，四年三月赴青州就任。熙寧五年知成都，七年知越州（今绍兴）。元豐二年（1079年）以太子少保致仕。元豐七年（1084年）卒。謚清獻。
赵抃祠建于清道光五年（1825年），坐北朝南，有门厅、前厅、后厅，通面宽11.60米，通进深37.76米，硬山顶。